# 4714 Toyohiro
A 4714 Toyohiro (ideiglenes jelöléssel 1989 SH) a Naprendszer kisbolygóövében található aszteroida. Fudzsii Tecuja és Vatanabe Kazuró fedezte fel 1989. szeptember 29-én.